# Folgaria
Folgaria (cimbri Vielgereut) és un municipi italià, dins de la província de Trento. És habitat per la minoria germànica dels cimbris. L'any 2007 tenia 3.137 habitants. Limita amb els municipis de Besenello, Caldonazzo, Calliano, Centa San Nicolò, Laghi (VI), Lastebasse (VI), Lavarone, Rovereto i Terragnolo.

## Administració
| Període | Identitat        | Partit        |
| ------- | ---------------- | ------------- |
| 2008-   | Alessandro Olivi | Llista cívica |